# Super High Roller Series Europe 2022

Logo der Super High Roller Series

Die Super High Roller Series Europe 2022 war die zweite Austragung dieser Pokerturnierserie und wurde von Poker Central veranstaltet. Die elf High-Roller-Turniere mit Buy-ins zwischen 25.000 und 250.000 US-Dollar wurden vom 7. bis 15. April 2022 im Merit Royal Hotel & Casino im nordzyprischen Kyrenia ausgespielt. Das Main Event der Serie, der Super High Roller Bowl Europe, war die 14. Austragung des Super High Roller Bowl.

## Struktur
Von den elf Turnieren wurden acht in der Variante No Limit Hold’em ausgetragen, wobei zweimal mit Short Deck gespielt wurde. Zudem gab es bei der Turnierserie erstmals drei Events in Pot Limit Omaha. Aufgrund des hohen Buy-ins waren bei den Turnieren lediglich die weltbesten Pokerspieler sowie reiche Geschäftsmänner anzutreffen. Die Turnierserie war Teil der PokerGO Tour, die über das Kalenderjahr 2022 lief. Die meisten Finaltische dieser Tour, u. a. alle der Super High Roller Series Europe, wurden auf der Streaming-Plattform PokerGO gezeigt, auf der ein kostenpflichtiges Abonnement nötig ist.

## Turniere

### Übersicht
| #  | Turnierbeginn | Buy-in (in $) | Variante                    | Teilnehmer | Sieger              | Herkunft           | Preisgeld (in $) |
| -- | ------------- | ------------- | --------------------------- | ---------- | ------------------- | ------------------ | ---------------- |
| 1  | 7. Apr. 2022  | 025.000       | Pot Limit Omaha             | 40         | Tom Vogelsang       | Niederlande        | 0.360.000        |
| 2  | 8. Apr. 2022  | 050.000       | No Limit Hold’em Short Deck | 42         | Mikita Badsjakouski | Belarus            | 0.756.000        |
| 3  | 9. Apr. 2022  | 025.000       | No Limit Hold’em            | 64         | Marius Gierse       | Deutschland        | 0.432.000        |
| 4  | 10. Apr. 2022 | 050.000       | Pot Limit Omaha             | 32         | Phil Ivey           | Vereinigte Staaten | 0.640.000        |
| 10 | 11. Apr. 2022 | 025.000       | No Limit Hold’em            | 31         | Timothy Adams       | Kanada             | 0.310.000        |
| 5  | 11. Apr. 2022 | 050.000       | No Limit Hold’em Short Deck | 32         | Daniel Tang         | Hongkong           | 0.640.000        |
| 6  | 12. Apr. 2022 | 050.000       | No Limit Hold’em            | 43         | Daniel Dvoress      | Kanada             | 0.731.000        |
| 7  | 13. Apr. 2022 | 025.000       | Pot Limit Omaha             | 20         | Eelis Pärssinen     | Finnland           | 0.270.000        |
| –  | 13. Apr. 2022 | 250.000       | No Limit Hold’em            | 32         | Jake Schindler      | Vereinigte Staaten | 3.200.000        |
| 8  | 14. Apr. 2022 | 050.000       | No Limit Hold’em            | 38         | Elton Tsang         | Hongkong           | 0.684.000        |
| 9  | 15. Apr. 2022 | 050.000       | No Limit Hold’em            | 19         | Kiat Lee            | Malaysia           | 0.513.000        |

### #1 – Pot Limit Omaha
Das erste Event wurde am 7. und 8. April 2022 in Pot Limit Omaha gespielt. 40 Teilnehmer zahlten den Buy-in von 25.000 US-Dollar.
| Platz | Herkunft                | Spieler           | Preisgeld (in $) | Punkte |
| ----- | ----------------------- | ----------------- | ---------------- | ------ |
| 1     | Niederlande             | Tom Vogelsang     | 360.000          | 216    |
| 2     | Ungarn                  | László Bujtás     | 240.000          | 144    |
| 3     | Slowenien               | Rok Gostiša       | 160.000          | 096    |
| 4     | Osterreich              | Raphael Schreiner | 110.000          | 066    |
| 5     | Bosnien und Herzegowina | Almedin Imširović | 080.000          | 048    |
| 6     | Finnland                | Eelis Pärssinen   | 050.000          | 030    |

### #2 – No Limit Hold’em Short Deck

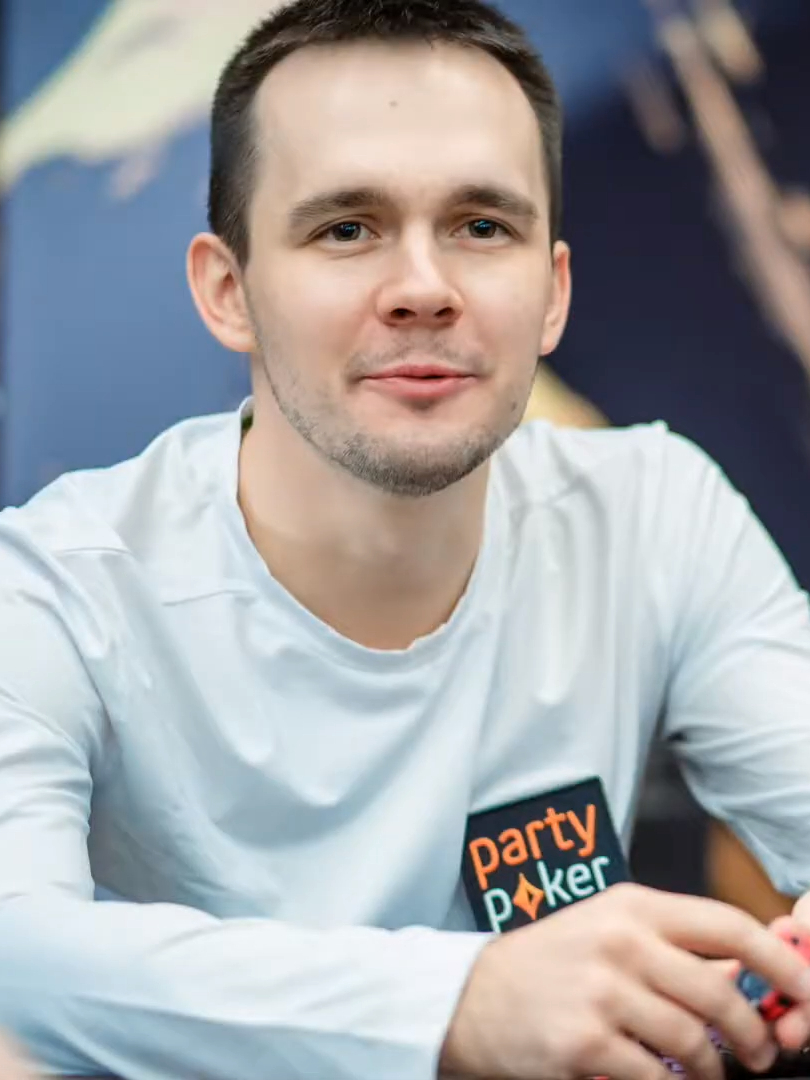
Mikita Badsjakouski (2020)

Das zweite Event wurde am 8. und 9. April 2022 in No Limit Hold’em Short Deck gespielt. 42 Teilnehmer zahlten den Buy-in von 50.000 US-Dollar.
| Platz | Herkunft               | Spieler             | Preisgeld (in $) | Punkte |
| ----- | ---------------------- | ------------------- | ---------------- | ------ |
| 1     | Belarus                | Mikita Badsjakouski | 756.000          | 453    |
| 2     | Vereinigte Staaten     | Phil Ivey           | 504.000          | 303    |
| 3     | Vereinigte Staaten     | Jason Koon          | 336.000          | 202    |
| 4     | Vereinigtes Konigreich | Stephen Chidwick    | 231.000          | 139    |
| 5     | Malaysia               | Lun Loon            | 168.000          | 101    |
| 6     | Malaysia               | Kiat Lee            | 105.000          | 063    |

### #3 – No Limit Hold’em
Das dritte Event wurde am 9. und 10. April 2022 in No Limit Hold’em gespielt. 64 Teilnehmer zahlten den Buy-in von 25.000 US-Dollar.
| Platz | Herkunft                | Spieler           | Preisgeld (in $) | Punkte |
| ----- | ----------------------- | ----------------- | ---------------- | ------ |
| 1     | Deutschland             | Marius Gierse     | 432.000          | 259    |
| 2     | Hongkong                | Daniel Tang       | 320.000          | 192    |
| 3     | Vereinigte Staaten      | Jason Koon        | 208.000          | 125    |
| 4     | Bosnien und Herzegowina | Almedin Imširović | 160.000          | 096    |
| 5     | Rumänien                | Liviu Ignat       | 128.000          | 077    |
| 6     | Osterreich              | Matthias Eibinger | 096.000          | 058    |
| 7     | Kanada                  | Daniel Dvoress    | 080.000          | 048    |
| 8     | Ungarn                  | András Németh     | 064.000          | 038    |
| 9     | Turkei                  | Sinan Ünlü        | 064.000          | 038    |
| 10    | Deutschland             | Sirzat Hissou     | 048.000          | 029    |

### #4 – Pot Limit Omaha

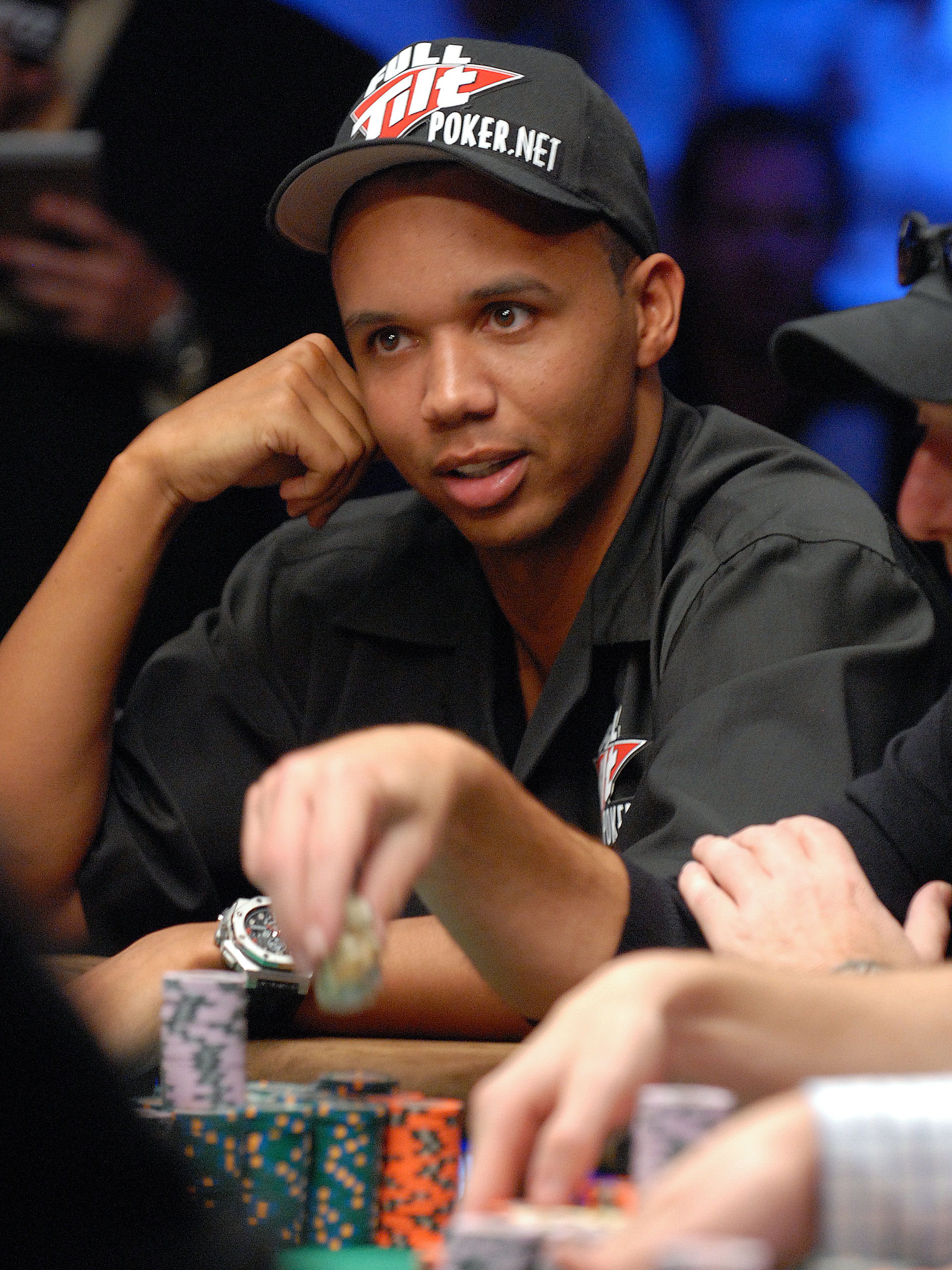
Phil Ivey (2009)

Das vierte Event wurde am 10. und 11. April 2022 in Pot Limit Omaha gespielt. 32 Teilnehmer zahlten den Buy-in von 50.000 US-Dollar.
| Platz | Herkunft                | Spieler           | Preisgeld (in $) | Punkte |
| ----- | ----------------------- | ----------------- | ---------------- | ------ |
| 1     | Vereinigte Staaten      | Phil Ivey         | 640.000          | 384    |
| 2     | Bosnien und Herzegowina | Almedin Imširović | 416.000          | 250    |
| 3     | Finnland                | Joni Jouhkimainen | 256.000          | 154    |
| 4     | Finnland                | Eelis Pärssinen   | 176.000          | 106    |
| 5     | Vereinigte Staaten      | Dylan Weisman     | 112.000          | 067    |

### #10 – No Limit Hold’em Turbo

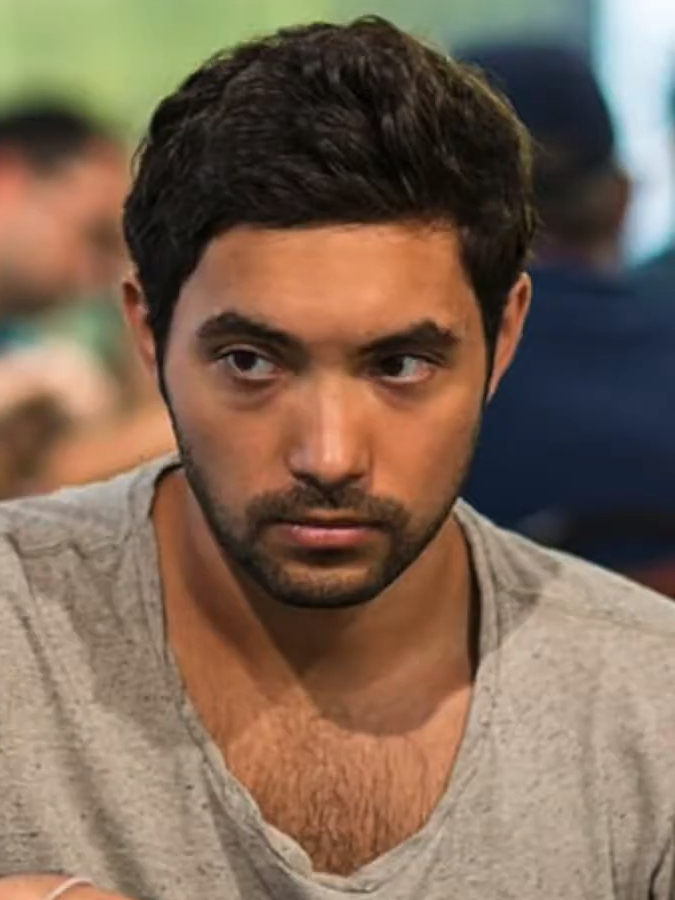
Timothy Adams (2013)

Am 11. April 2022 wurde ein eintägiges Turboturnier in No Limit Hold’em gespielt, das nachträglich als zehntes Event zum Turnierplan hinzugefügt worden war. 31 Teilnehmer zahlten den Buy-in von 25.000 US-Dollar.
| Platz | Herkunft    | Spieler           | Preisgeld (in $) | Punkte |
| ----- | ----------- | ----------------- | ---------------- | ------ |
| 1     | Kanada      | Timothy Adams     | 310.000          | 186    |
| 2     | Deutschland | Marius Gierse     | 201.500          | 121    |
| 3     | Kanada      | Daniel Dvoress    | 124.000          | 074    |
| 4     | Malaysia    | Christopher Soyza | 085.250          | 051    |
| 5     | Niederlande | Teun Mulder       | 054.250          | 033    |

### #5 – No Limit Hold’em Short Deck
Das fünfte Event wurde am 11. und 12. April 2022 in No Limit Hold’em Short Deck gespielt. 32 Teilnehmer zahlten den Buy-in von 50.000 US-Dollar.
| Platz | Herkunft           | Spieler     | Preisgeld (in $) | Punkte |
| ----- | ------------------ | ----------- | ---------------- | ------ |
| 1     | Hongkong           | Daniel Tang | 640.000          | 384    |
| 2     | Malaysia           | Lun Loon    | 416.000          | 250    |
| 3     | Vereinigte Staaten | Jason Koon  | 256.000          | 154    |
| 4     | Vereinigte Staaten | Seth Davies | 176.000          | 106    |
| 5     | Malaysia           | Paul Phua   | 112.000          | 067    |

### #6 – No Limit Hold’em

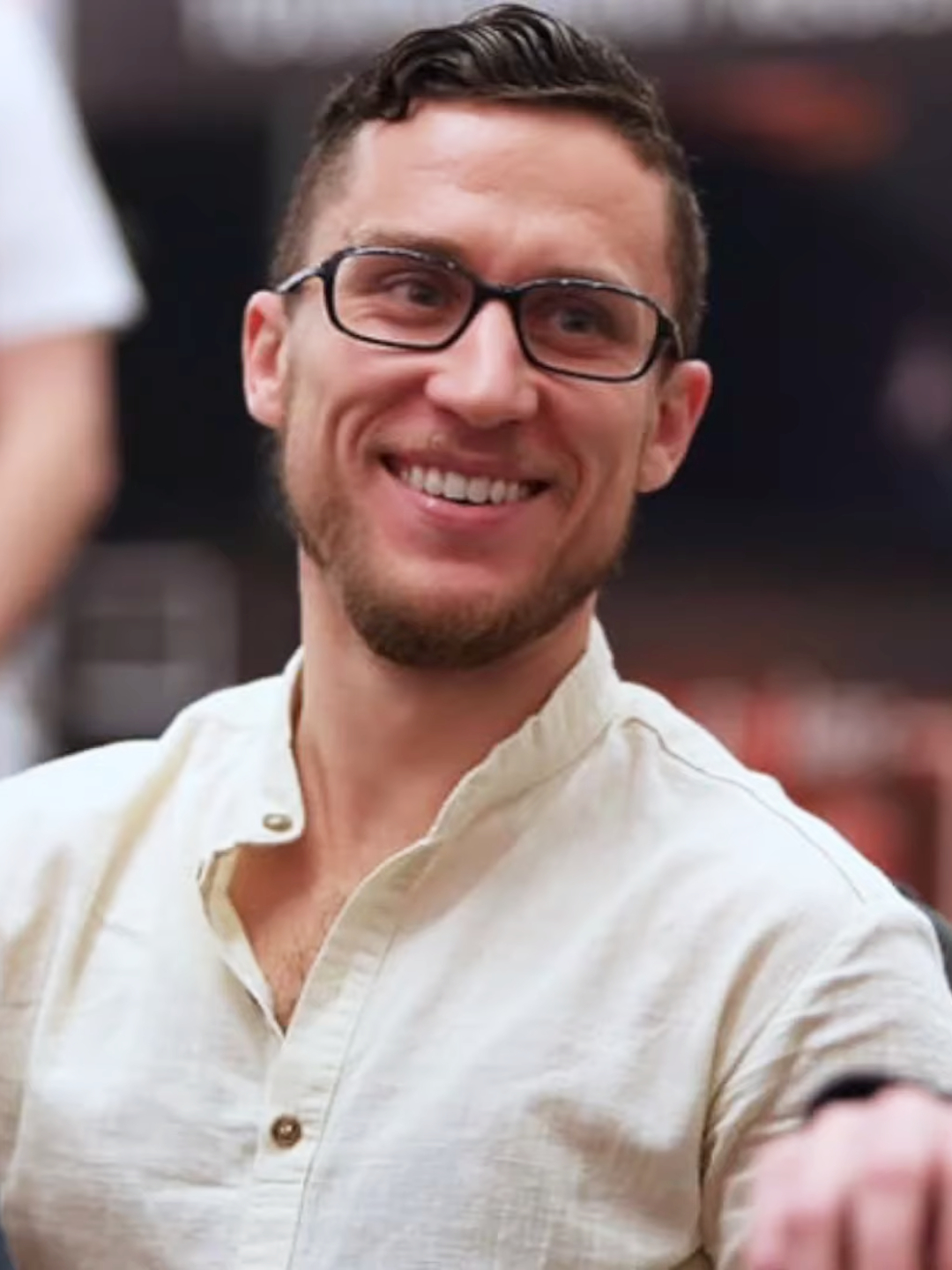
Daniel Dvoress

Das sechste Event wurde am 12. und 13. April 2022 in No Limit Hold’em gespielt. 43 Teilnehmer zahlten den Buy-in von 50.000 US-Dollar.
| Platz | Herkunft           | Spieler               | Preisgeld (in $) | Punkte |
| ----- | ------------------ | --------------------- | ---------------- | ------ |
| 1     | Kanada             | Daniel Dvoress        | 731.000          | 439    |
| 2     | Kanada             | Sam Greenwood         | 473.000          | 284    |
| 3     | Vereinigte Staaten | Jason Koon            | 322.500          | 194    |
| 4     | Kanada             | Timothy Adams         | 236.500          | 142    |
| 5     | Russland           | Wjatscheslaw Buldygin | 172.000          | 103    |
| 6     | Russland           | Artur Martirossjan    | 129.000          | 077    |
| 7     | Niederlande        | Tom Vogelsang         | 086.000          | 052    |

### #7 – Pot Limit Omaha
Das siebte Event wurde am 13. April 2022 in Pot Limit Omaha gespielt. 20 Teilnehmer zahlten den Buy-in von 25.000 US-Dollar.
| Platz | Herkunft  | Spieler           | Preisgeld (in $) | Punkte |
| ----- | --------- | ----------------- | ---------------- | ------ |
| 1     | Finnland  | Eelis Pärssinen   | 270.000          | 162    |
| 2     | Finnland  | Joni Jouhkimainen | 150.000          | 090    |
| 3     | Jordanien | Mohamed Yassine   | 080.000          | 048    |

### Super High Roller Bowl Europe – No Limit Hold’em
Das Main Event, der Super High Roller Bowl Europe, wurde vom 13. bis 15. April 2022 in No Limit Hold’em gespielt. 32 Teilnehmer zahlten den Buy-in von 250.000 US-Dollar.
| Platz | Herkunft           | Spieler             | Preisgeld (in $) | Punkte |
| ----- | ------------------ | ------------------- | ---------------- | ------ |
| 1     | Vereinigte Staaten | Jake Schindler      | 3.200.000        | 600    |
| 2     | Malaysia           | Paul Phua           | 2.080.000        | 500    |
| 3     | Deutschland        | Christoph Vogelsang | 1.280.000        | 400    |
| 4     | Kanada             | Timothy Adams       | 0.880.000        | 264    |
| 5     | Niederlande        | Teun Mulder         | 0.560.000        | 168    |

### #8 – No Limit Hold’em

Elton Tsang (2016)

Das achte Event wurde am 14. und 15. April 2022 in No Limit Hold’em gespielt. 38 Teilnehmer zahlten den Buy-in von 50.000 US-Dollar.
| Platz | Herkunft               | Spieler          | Preisgeld (in $) | Punkte |
| ----- | ---------------------- | ---------------- | ---------------- | ------ |
| 1     | Hongkong               | Elton Tsang      | 684.000          | 410    |
| 2     | Kanada                 | Daniel Dvoress   | 456.000          | 274    |
| 3     | Finnland               | Eelis Pärssinen  | 304.000          | 182    |
| 4     | Hongkong               | Daniel Tang      | 209.000          | 125    |
| 5     | Vereinigte Staaten     | Nick Petrangelo  | 152.000          | 091    |
| 6     | Vereinigtes Konigreich | Stephen Chidwick | 095.000          | 057    |

### #9 – No Limit Hold’em
Das neunte Event wurde am 15. April 2022 in No Limit Hold’em gespielt. 19 Teilnehmer zahlten den Buy-in von 50.000 US-Dollar.
| Platz | Herkunft           | Spieler     | Preisgeld (in $) | Punkte |
| ----- | ------------------ | ----------- | ---------------- | ------ |
| 1     | Malaysia           | Kiat Lee    | 513.000          | 308    |
| 2     | Vereinigte Staaten | Seth Davies | 285.000          | 171    |
| 3     | Vereinigte Staaten | Jason Koon  | 152.000          | 091    |

## Erfolgreichste Spieler

### Punktesystem
Jeder Spieler, der bei einem der elf Turniere in den Preisrängen landete, sammelte zusätzlich zum Preisgeld Punkte. Das Punktesystem orientiert sich während der gesamten PokerGO Tour am Buy-in und dem gewonnenen Preisgeld. Es wurde zu ganzen Punkten gerundet.

### Endstand

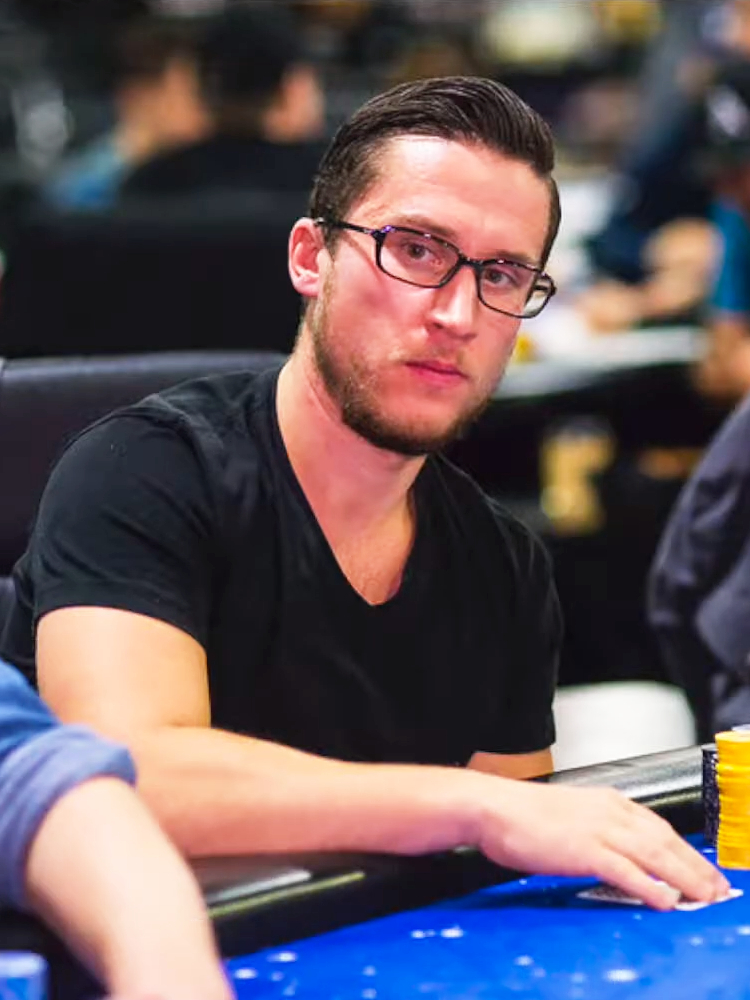
Daniel Dvoress (2017)

| Platz | Herkunft           | Spieler             | Punkte | Preisgeld (in $) | Cashes | Siege |
| ----- | ------------------ | ------------------- | ------ | ---------------- | ------ | ----- |
| 1     | Kanada             | Daniel Dvoress      | 835    | 1.391.000        | 4      | 1     |
| 2     | Vereinigte Staaten | Jason Koon          | 766    | 1.274.500        | 5      | 0     |
| 3     | Hongkong           | Daniel Tang         | 701    | 1.169.000        | 3      | 1     |
| 4     | Vereinigte Staaten | Phil Ivey           | 687    | 1.144.000        | 2      | 1     |
| 5     | Vereinigte Staaten | Jake Schindler      | 600    | 3.200.000        | 1      | 1     |
| 6     | Kanada             | Timothy Adams       | 592    | 1.426.500        | 3      | 1     |
| 7     | Malaysia           | Paul Phua           | 567    | 2.192.000        | 2      | 0     |
| 8     | Finnland           | Eelis Pärssinen     | 480    | 0.800.000        | 4      | 1     |
| 9     | Belarus            | Mikita Badsjakouski | 453    | 0.756.000        | 1      | 1     |
| 10    | Hongkong           | Elton Tsang         | 410    | 0.684.000        | 1      | 1     |